# Robert Erskine, 4. Lord Erskine
Robert Erskine, 4. Lord Erskine († 9. September 1513 in der Schlacht von Flodden Field), war ein schottischer Adeliger.

## Leben
Er war der Sohn und Erbe von Alexander Erskine, 3. Lord Erskine, aus dessen erster Ehe mit Christian Crichton, einer Tochter des Robert Crichton of Sanquhar.
Mit dem Tod seines Vaters in der Zeit zwischen dem 10. März 1507 und dem 10. Mai 1509 übernahm er den Titel 4. Lord Erskine. De jure stand ihm auch der Titel 16. Earl of Mar (erster Verleihung) zu, er hat diesen zu Lebzeiten jedoch nie geführt. Dieser Titel wurde ihm erst posthum per Urkunde am 23. Juni 1565 bestätigt.
Geboren wurde John Erskine wahrscheinlich um 1470. Über sein Leben ist, bis auf seine Ehe und seinen Tod in der Schlacht von Flodden Field, bei der er als „Lord Erskine of Ovir Achlesky, Strathearn“ bezeichnet wird, nichts bekannt.
Er heiratete um 1485 Isabel Campbell († 1518), eine Tochter von George Campbell of Loudoun († 1492). Mit ihr hatte er drei Söhne und vier Töchter:
- John Erskine, 5. Lord Erskine († 1555),
- James Erskine of Little Saudie,
- Robert Erskine,
- Christian Erskine († 1564), ⚭ Sir John Colquhoun of Luss,
- Margaret Erskine, ⚭ Sir James Haldane of Gleneagles,
- Mary Erskine, ⚭ Alexander Cuninghame of Drumquhassle,
- Elizabeth Erskine, ⚭ Sir James Forrester of Torwood and of Garden.